# Gornji Desinec
Gornji Desinec falu Horvátországban Zágráb megyében. Közigazgatásilag Jasztrebarszkához tartozik.

## Fekvése
Zágrábtól 26 km-re délnyugatra, községközpontjától 4 km-re északkeletre a Zágrábból Károlyvárosba tartó régi főút mellett fekszik.

## Története
A Szávától a Kulpáig húzódó Vukomerići domboktól Károlyvárosig és a Plešivica hegységig elterülő síkságot számos patak öntözi. Ezen a buja vidéken sűrű tölgyerdők, termékeny szántóföldek, kövér rétek és legelők találhatók. A vidék központja ma Jasztrebarszka városa, de rajta kívül néhány ősi horvát nemesi község is sorakozik itt, Cvetković, Domagović, Draganić és Desinec. Ezek a községek mind a Zágrábból Károlyvároson át a tengerpartra menő régi út mellett találhatók, melyet már a középkori oklevelek is említenek és amelyen a tengerpart kikötővárosaiból szállították árukat az ország szívébe. Később ugyanezen az útvonalon épült meg a Fiume, Zenng és Bakar kikötőit Zágrábbal és tovább az ország északi részeivel, valamint Stájerországgal összekötő vasútvonal is. Ezen a síkságon a Plešivica hegység aljában fekszik Gornji Desinec falu Keresztelő Szent Jánosnak szentelt templomával.
Az a terület, ahol ma Gornji Desinec, Donji Desinec és Prhoć települések állnak egykor a podgorjai várispánsághoz tartozott, melynek székhelye Podgorja vára volt. Gornji Desinec a 13. század végén minden bizonnyal a nagyobb települések közé tartozott, ahol már ekkor állt plébániatemplom. A templom első írásos említése 1334-ben a zágrábi káptalan statútumában történt, mely a jaskai Szent Miklós, a petrovinai Szent Péter, a volavjei Szűz Mária és prolipjei Szent György templom mellett "S. Joannes de Gouriena" alakban megemlíti a Szent János templomot is, mely kétségkívül azonos a gornji desineci templommal. A "Gouriena" nevet a Gonjava patak nevéből magyarázzák, amely ma is átfolyik a településen. A mai név csak később, a 16. század közepén alakult ki, általában a Deša, vagy a Dešev keresztnévből származtatják. A falu régi fakápolnáját 1683-ban említik, 1892-ben a megújításkor építették át falait, 1945-óta plébániatemplom.
Iskolája 1887. október 21-én nyílt meg. 1857-ben 170, 1910-ben 287 lakosa volt. Trianon előtt Zágráb vármegye Jaskai járásához tartozott. 2001-ben 552 lakosa volt.

## Lakosság
| Lakosság változása | Lakosság változása | Lakosság változása | Lakosság változása | Lakosság változása | Lakosság változása | Lakosság változása | Lakosság változása | Lakosság változása | Lakosság változása | Lakosság változása | Lakosság változása | Lakosság változása | Lakosság változása | Lakosság változása |
| ------------------ | ------------------ | ------------------ | ------------------ | ------------------ | ------------------ | ------------------ | ------------------ | ------------------ | ------------------ | ------------------ | ------------------ | ------------------ | ------------------ | ------------------ |
| 1857               | 1869               | 1880               | 1890               | 1900               | 1910               | 1921               | 1931               | 1948               | 1953               | 1961               | 1971               | 1981               | 1991               | 2001               |
| 170                | 171                | 183                | 272                | 254                | 287                | 275                | 319                | 354                | 410                | 421                | 428                | 432                | 516                | 552                |

## Nevezetességei
A falu középkori Keresztelő Szent János templomát 1334-ben említik, azonban ez időközben elpusztult. Régi fakápolnája 1683-ban szerepel írásos dokumentumban, ezt később barokk stílusban építették át. A templom a mai formáját 1892-ben nyerte el, amikor felfalazták, szentélyét szélesítették, magát a korábbi kápolnát pedig magasították és meghosszabbították. Ekkor készült el a kórus, és a tornyot a kápolna oldalához falazták. A templom mai formájában keletelt, egyhajós épület. Keresztelő Szent Jánosnak szentelt főoltára 1721-ben készült reneszánsz stílusban, a 19. században megújították, barokk szobrai a 18. században készültek. A hajóban két mellékoltár található, az egyik Szent Vid vértanú, a másik a Lourdes-i Szűzanya tiszteletére van szentelve. Orgonája 1913-ban Heferer műhelyében készült neobarokk stílusban. 1945-óta plébániatemplom.